# Brennisteinsalda
La Brennisteinsalda est un volcan culminant à 881 m, appartenant au système volcanique du Torfajökull situé dans le Sud de l'Islande.
Le nom signifie « onde soufrée » (de l'islandais alda : « vague », stein : « pierre », et brenna : « brûler ») en référence aux solfatares à son pied qui dégagent une vapeur qu'on aperçoit de loin, notamment depuis le camp du Landmannalaugar. Cette montagne, relativement facile à escalader, présente un ensemble de couleurs très impressionnant : le rouge du fer, le jaune des sulfures, le bleu et le noir de la lave, le vert des lichens d'Islande. C'est une des montagnes les plus photogéniques d'Islande dont on retrouve souvent les images dans les publications.
Quand on emprunte la Laugavegur, du Landmannalaugar pour aller à Þórsmörk, on passe sur le flanc Sud-Ouest de cette montagne.

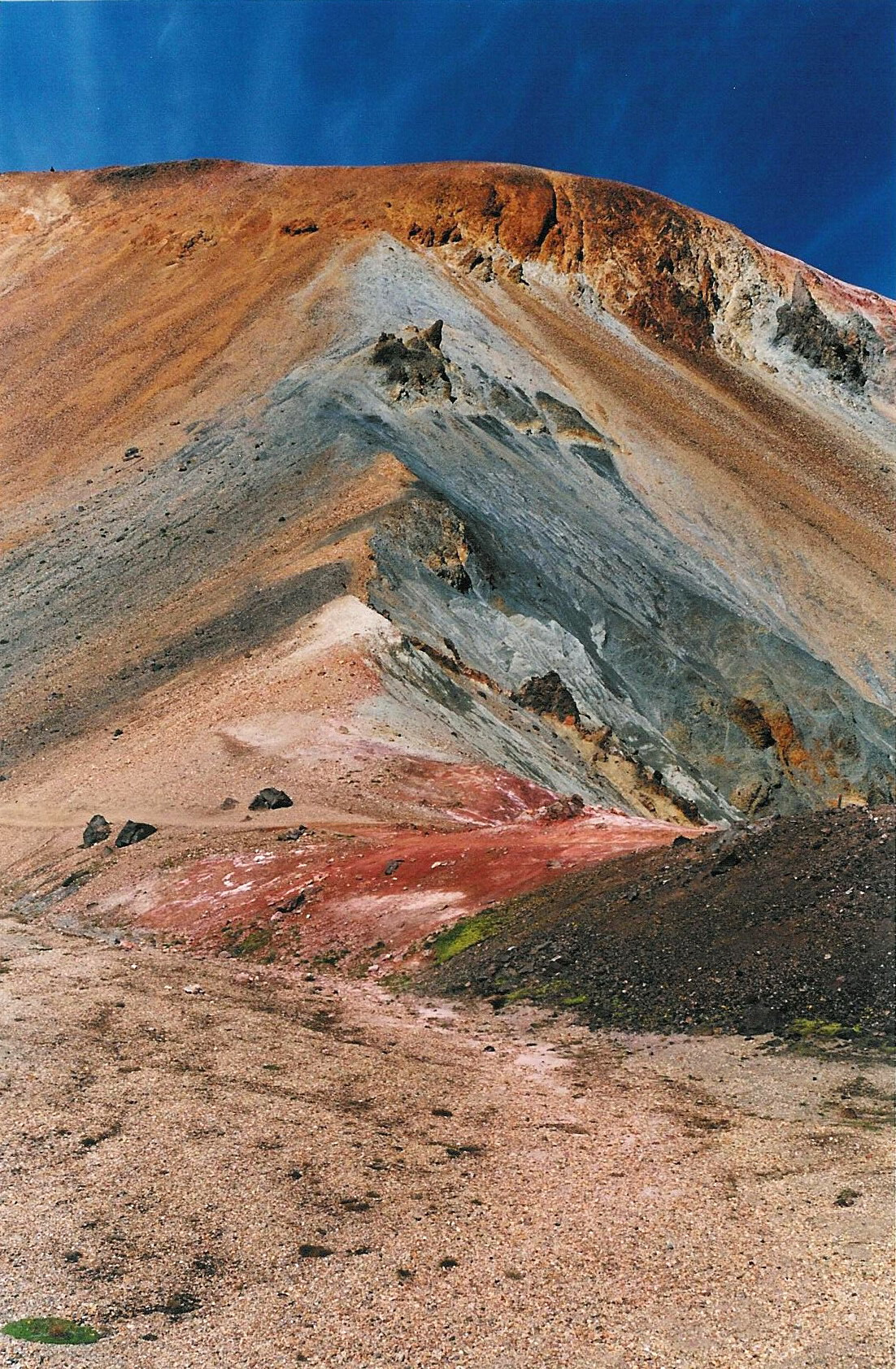
La Brennisteinsalda depuis la Laugavegur.
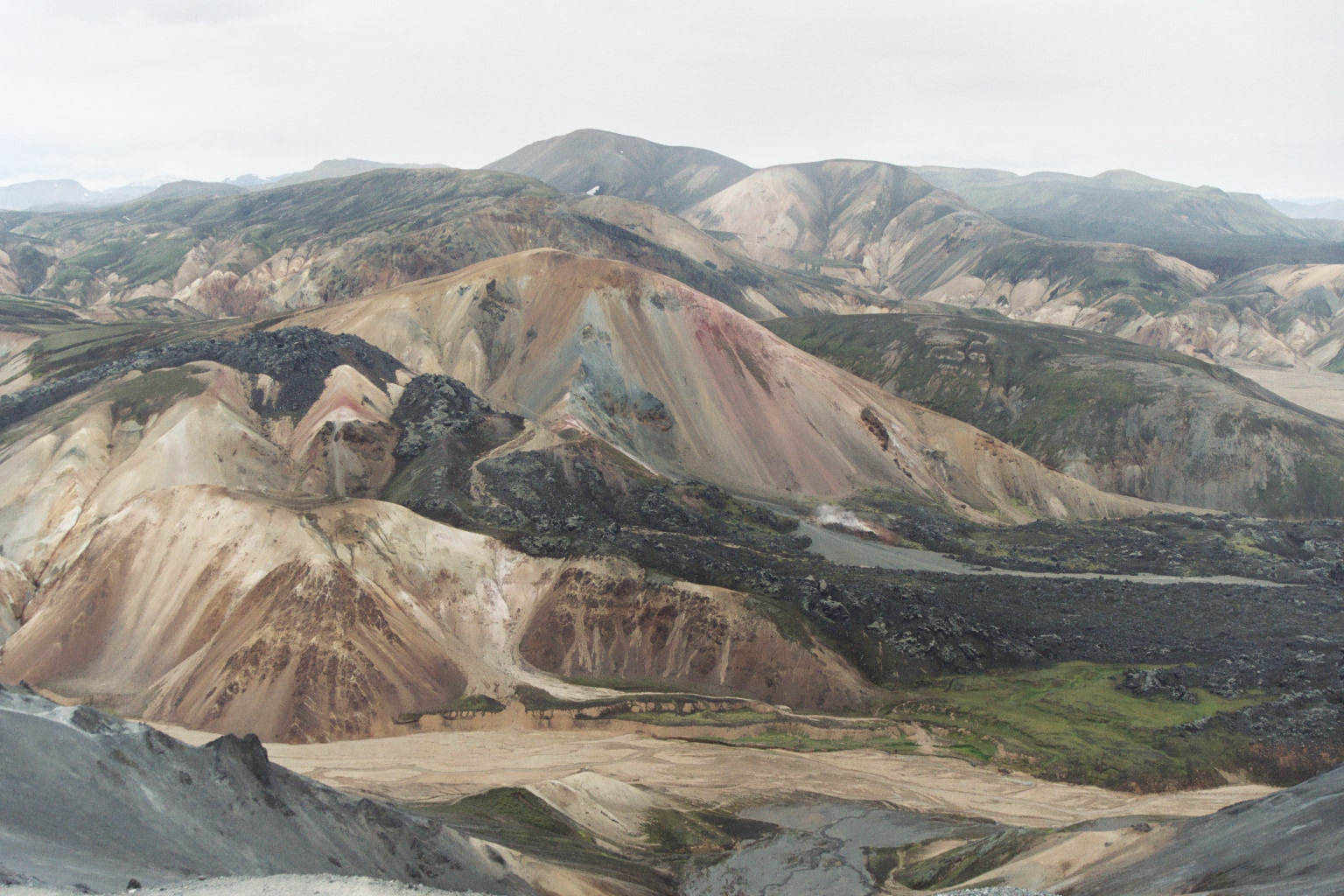
Des dômes de lave sur la Brennisteinsalda.
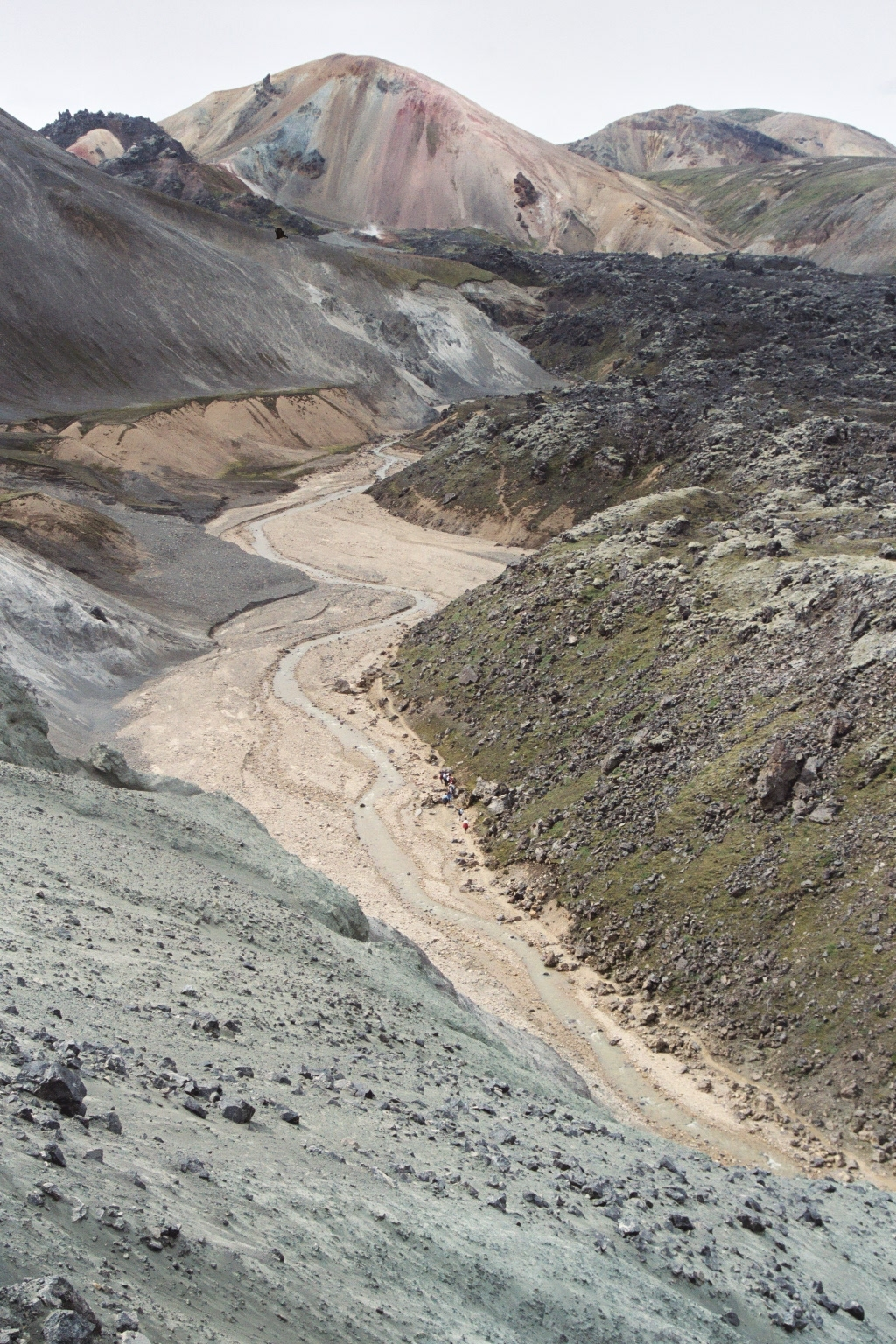
La Brennisteinsalda depuis le Bláhnúkur.